# الغارة الجوية العراق على ايران (22 سبتمبر 1980)
غارة العراق الجوية على ايران هي هجوم استباقي شنته القوة الجوية العراقية على البنية التحتية الجوية الإيرانية،والتي كانت بداية للحرب العراقية-الأيرانية. تعد هذه العملية اول معركة كبرى في الحرب، وتعتبر هي التي بدأت الحرب بين البلدين. وفي الوقت نفسه، يلاحظ في العراق أن الحرب بدأت في 13 سبتمبر/أيلول، وأن القتال على نطاق واسع استمر حتى ذلك الوقت لمدة 18 يوماً. 